# ميرتون دبليو. بيكر
ميرتون دبليو. بيكر (بالإنجليزية: Merton W. Baker)‏ هو ضابط أمريكي، ولد في 1 يوليو 1924 في توماهوك في الولايات المتحدة، وتوفي في 17 أكتوبر 2000 في بيرناليلو في الولايات المتحدة.